# Ravi Shankar
Robindro Shaunkor Chowdhury, més conegut com a Ravi Shankar (en bengalí: রবি শংকর; Benarés, 7 d'abril de 1920 - San Diego, 11 de desembre de 2012) fou un músic i compositor indi famós pel seu virtuosisme tocant el sitar. Va ser guanyador del Grammy en tres ocasions.
Casat amb Sukanya Rajan, era pare de la cantant estatunidenca Norah Jones i d'Anoushka Shankar, virtuosa com ell del sitar. Es considera que és el músic indi més famós internacionalment com ho ha afirmat Hans Neuhoff al llibre Musik in Geschichte und Gegenwart.
Va actuar als mítics festivals de música pop de Woodstock i Monterey de l'any 1967.
Ravi Shankar va popularitzar el sitar - un llaüt indi de canya llarga - i va guanyar un ampli reconeixement internacional a través de la seva relació amb el beatle George Harrison. Això li va permetre portar la música de l'Índia al món, fins al punt que el primer ministre indi Manmohan Singh el va descriure com un «tresor nacional i ambaixador mundial del patrimoni cultural de l'Índia». El mateix Harrison el va definir com «el padrí de la música del món».
El seu últim concert va tenir lloc el 4 de novembre de 2012, a Long Beach (Califòrnia), juntament amb Anoushka Shankar. Va morir el mes següent a l'Hospital Scripps Memorial a San Diego on havia ingressat la setmana anterior afectat de dificultats respiratòries.

## Biografia
El Dr. Shyama Shankar, el seu pare, era fill de Barapa Shankar, un ric propietari de terres, que va heretar les terres a Bengala Oriental. Havia estudiat brillantment com a advocat i es va trobar ministre (diwan) del maharajà de Jhalawar. La seva dona, Hemangini, va donar a llum un cinquè i darrer fill el 7 d’abril de 1920, que van anomenar Robendra, anomenat primer Robu, després Ravi. Robu Shankar va néixer a la ciutat de Benarés, un lloc important de pelegrinatge per als hindús. El seu pare formava part de la casta sacerdotal dels bramans, la més alta de la jerarquia hindú, però no exercia cap funció religiosa. Shyama Shankar va marxar molt aviat per exercir a Londres com a advocat, després a Ginebra, a la Societat de Nacions. Després va anar a ensenyar a Universitat de Colúmbia a Nova York. Va morir quan Robu tenia quinze anys.
En aquell moment, Uday, el germà gran, dirigeix un grup d'artistes i contracta el petit Robu com a ballarí. Vol ser actor, però ballar en una companyia que el va portar de Benares a Bombai, després a Venècia, París i Londres li sembla un bon inici de carrera. La família fins i tot es va traslladar a París durant un temps, el 1930. Uday vol llavors un dels millors músics indis per a la seva companyia i porta l'il·lustre Ustad Allauddin Khan. Robu queda molt impressionat pel seu talent, ell que ja havia provat diversos anys a vînâ, esraj i sitar, a més de ballar i cantar. A la mort del seu marit, Hemangini Shankar confia Robu al Guru, que accepta portar-lo sota la seva protecció, com un fill, a condició que el jove Robu es dediqui exclusivament a l'ensenyament i abandoni la resta.
És quan el seu germà decideix aturar el grup i tornar a l'Índia, quan Robu pren la gran decisió de la seva vida. Es rapa el cap, es posa roba molt senzilla, s’uneix a Ustad Allauddin Khan i es queda amb ell durant set anys en la tradició de Guru Kul, és a dir, una iniciació en condicions de vegades molt dures, sobretot per a un petit dandy acostumat al luxe. Aprèn a tocar el sitar, el surbahar, l'estil i la tècnica del vînâ, rabâb i sursingar. Robu Shankar és molt talentós i, després dels seus estudis, ràpidament es fa notar per grans personalitats musicals índies.
No va ser fins al 1956, a 36 anys, que va actuar a Amèrica per primera vegada i que va començar amb el nom de Ravi Shankar la seva «missió» de popularitzar la Música de l'Índia a Occident. No obstant això, al començament del concert donat el 2000 al Carnegie Hall de Nova York i distribuït sota el títol de Full Circle, afirma haver actuat en aquest mateix escenari el 1938, com a ballarí i músic.
El so particular del sitar, amb tots els seus simpàtics efectes de ressonància, va atreure molt ràpidament músics de rock dels anys seixanta, a la recerca d’originalitat, efectes exòtics misteriosos i psicodèlics. El 1966, George Harrison, dels Beatles, es va convertir en el seu alumne i va tocar el sitar a Norwegian Wood, després en altres títols, Love you to i Within you, without you. Brian Jones dels Rolling Stones també utilitza el sitar a Paint It, Black. Collin Walcott, (que fundarà el grup Oregon), és el primer músic occidental a integrar el sitar en la majoria de les seves composicions, després d’haver estat roadie en una gira de Ravi Shankar. Shawn Phillips també va estudiar sitar amb el Mestre al mateix temps i el va incorporar a la seva música, però d’una manera més subtil. Shawn també acompanya Donovan al començament de la seva carrera tocant el sitar, abans de gravar els seus propis àlbums amb el seu nom.

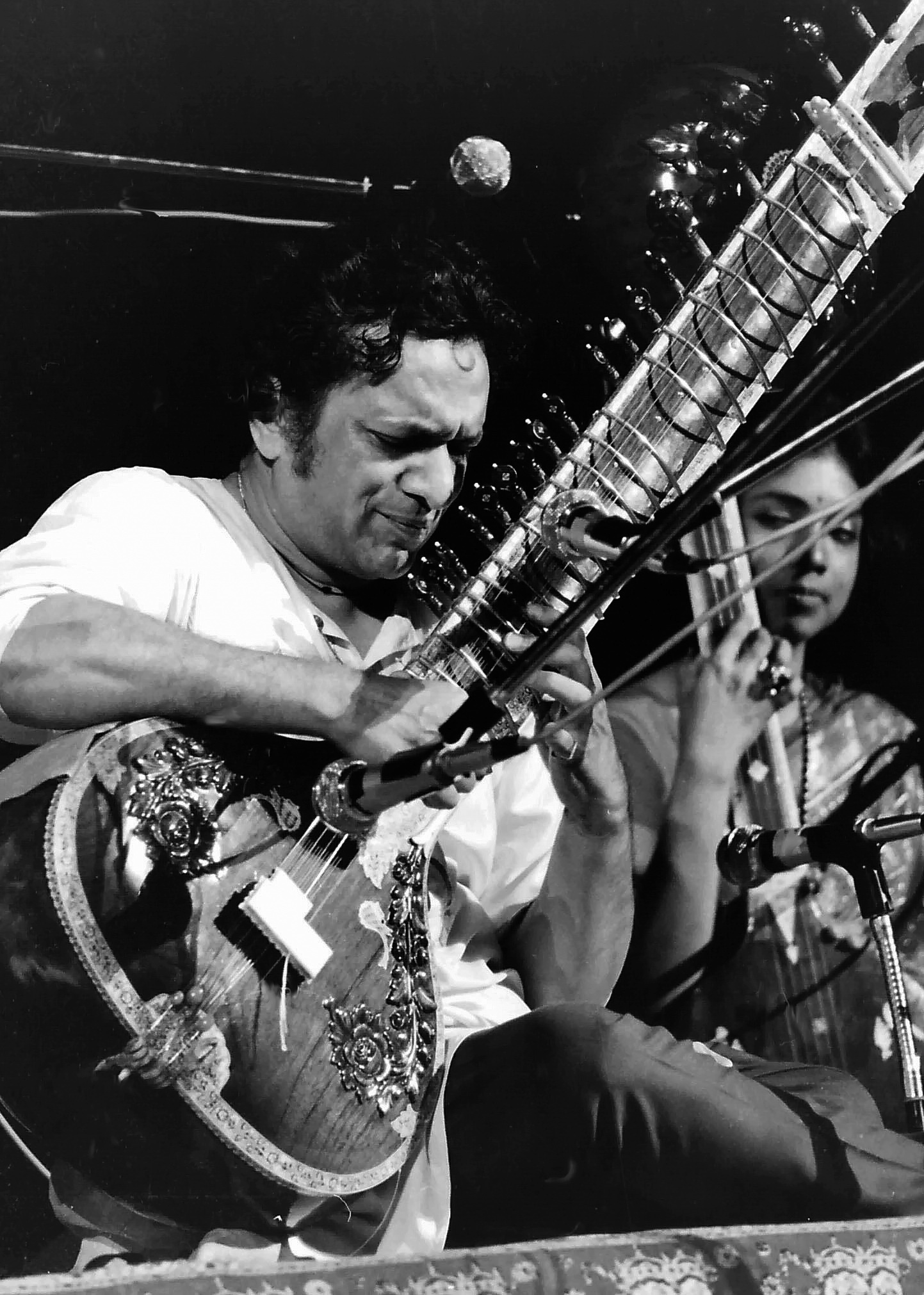
Ravi Shankar a Woodstock el 1969.

El 1967, Ravi Shankar va fundar la seva escola Kinnara a Los Angeles. El mateix any, va tocar al Monterey Pop Festival, a Mont-real, durant la Fira Mundial del 1967, on va oferir un concert íntim al pavelló de l’Índia (davant d’una multitud de tot just vint persones, sorprès), el 1969 a Woodstock, el 1970 al festival d’arts Shiraz-Persepolis i el 1971 al concert per a Bangladesh, organitzat per George Harrison, amb Eric Clapton, Bob Dylan i Leon Russell. Durant aquest període, les reunions es multipliquen i donen lloc a col·laboracions inesperades, com passa amb el violinista clàssic Yehudi Menuhin o amb el flautista Jean-Pierre Rampal del disc West Meets East. John Coltrane, per admiració, li posa Ravi al seu fill.

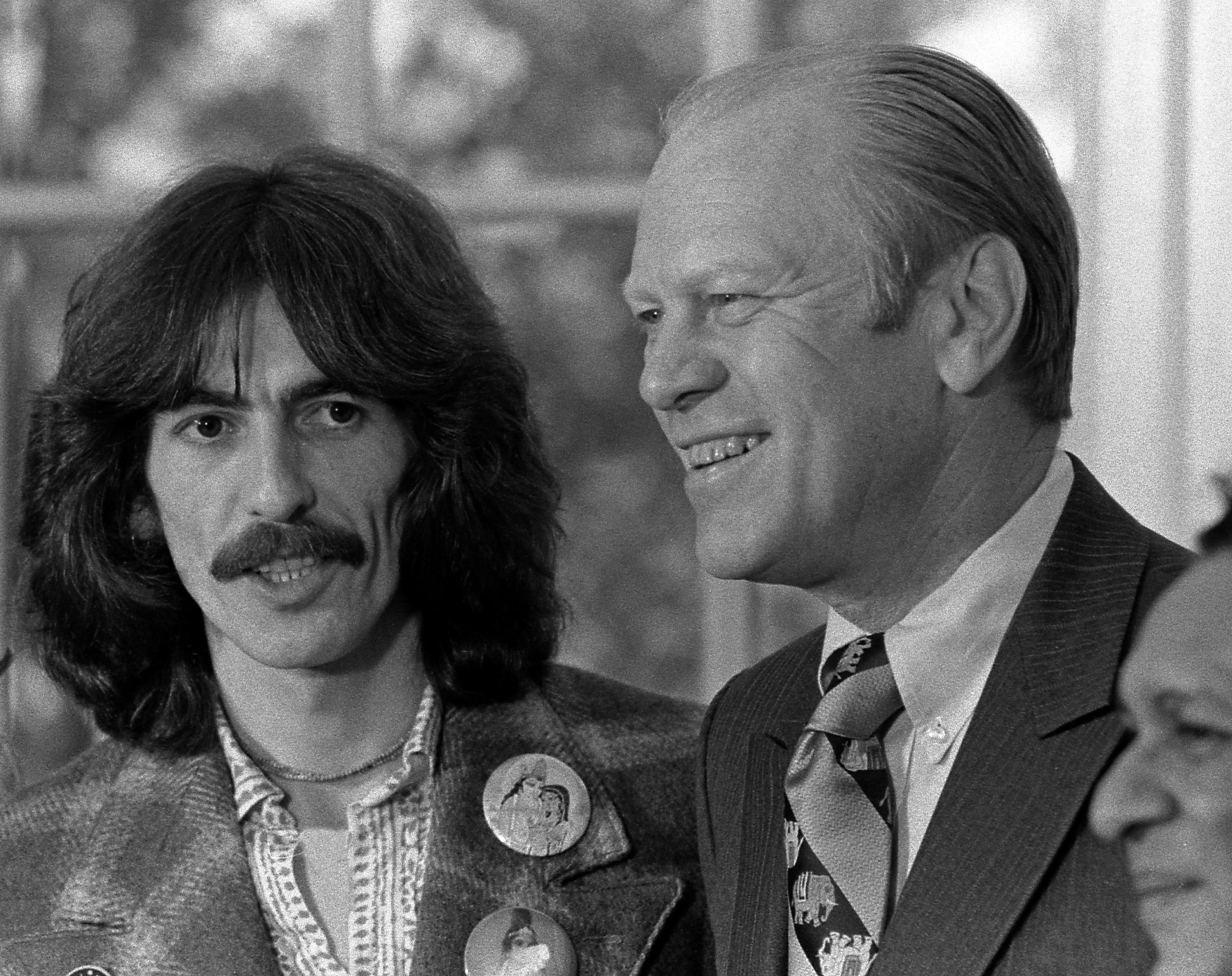
George Harrison, president dels Estats Units Gerald Ford i Ravi Shankar a l'Oficina Oval el desembre de 1974.

Durant els anys setanta i vuitanta, el seu horari es va dividir entre l'ensenyament, la interpretació i la gravació. Fa concerts a totes les grans ciutats del món. Va tocar el 1968 al Festival d'Avignon, quan una companyia d'«intel·lectuals de protesta »Puja a l'escenari per cridar consignes amb el puny aixecat, però Ravi continua tocant, com si res hagués passat, amb els ulls perduts en el vague, assegut amb les cames creuades entre les persones de peu que gesticulen [ ref. necessari ]. Compon partitures de pel·lícules per a Satyajit Ray i la de Gandhi de Richard Attenborough.
Alguns àlbums notables durant aquest període: Concert per a Sitar amb André Previn, el 1971, Shankar Família el 1974, o la seva col·laboració amb músics japonesos (Orient Mitjà saluda), o els seus Sarod duo amb Ali Akbar Khan, el fill de la seva guru. El 1987, va signar amb Private Music, el segell de Peter Baumann del grup Tangerine Dream, i va gravar Tana Mana , amb sintetitzadors per primera vegada, i molts convidats de tots els àmbits de la vida (el Projecte Ravi Shankar), inclòs George Harrison al sintetitzador i cors, Al Kooper a la guitarra i Ric Parnell a la percussió electrònica. Un disc segueix molt ràpidament durant la seva gira per la URSS: Dins del Kremlin, després Passatges, en col·laboració amb Philip Glass. El 1989, Ravi Shankar va muntar el projecte escènic Ghanashayam: una branca trencada, que barreja música, teatre i dansa de les tradicions orientals i occidentals, un espectacle presentat a Anglaterra per la City of Birmingham Touring Opera.

## Carrera

### Formació i treball a l'Índia

Shankar (dreta) en una reunió amb Satyajit Ray per a la producció de so de Pather Panchali (1955)

Els pares de Shankar havien mort quan va tornar de la gira per Europa, i la gira per Occident s'havia tornat difícil a causa dels conflictes polítics que portarien a la Segona Guerra Mundial. Shankar va abandonar la seva carrera de dansa el 1938 per anar a Maihar i estudiar música clàssica índia com a alumne de Khan, vivint amb la seva família en el sistema tradicional gurukul. Khan era un mestre rigorós i Shankar va tenir formació en sitar i surbahar, va aprendre Ragas i els estils musicals dhrupad, dhamar i khyal, i se li va ensenyar les tècniques dels instruments rudra vina, rubab i sursingar. Sovint va estudiar amb els fills de Khan, Ali Akbar Khan i Annapurna Devi. Shankar va començar a tocar públicament el sitar el desembre de 1939 i la seva primera actuació va ser un jugalbandi (duet) amb Ali Akbar Khan, que tocava l'instrument de corda sarod.
Shankar va completar la seva formació el 1944. Es va traslladar a Bombai i es va unir a l’Associació de Teatre del Poble Indi, per a la qual va compondre música per a ballets el 1945 i el 1946. Shankar va recompondre la música de la cançó popular Sare Jahan Se Achcha als 25 anys. Va començar a gravar música per a HMV India i va treballar com a director musical per a All India Radio (AIR), Nova Delhi, des de febrer de 1949 fins a gener de 1956. Shankar va fundar l'Orquestra Nacional de l'Índia a AIR i va compondre per a ella; en les seves composicions va combinar instrumentació occidental i clàssica índia. A mitjans de la dècada de 1950 va compondre la música per a la trilogia Apu de Satyajit Ray, que va ser aclamada internacionalment. Va ser director musical de diverses pel·lícules hindi, com Godaan i Anuradha.

### 1956–1969: espectacles internacionals

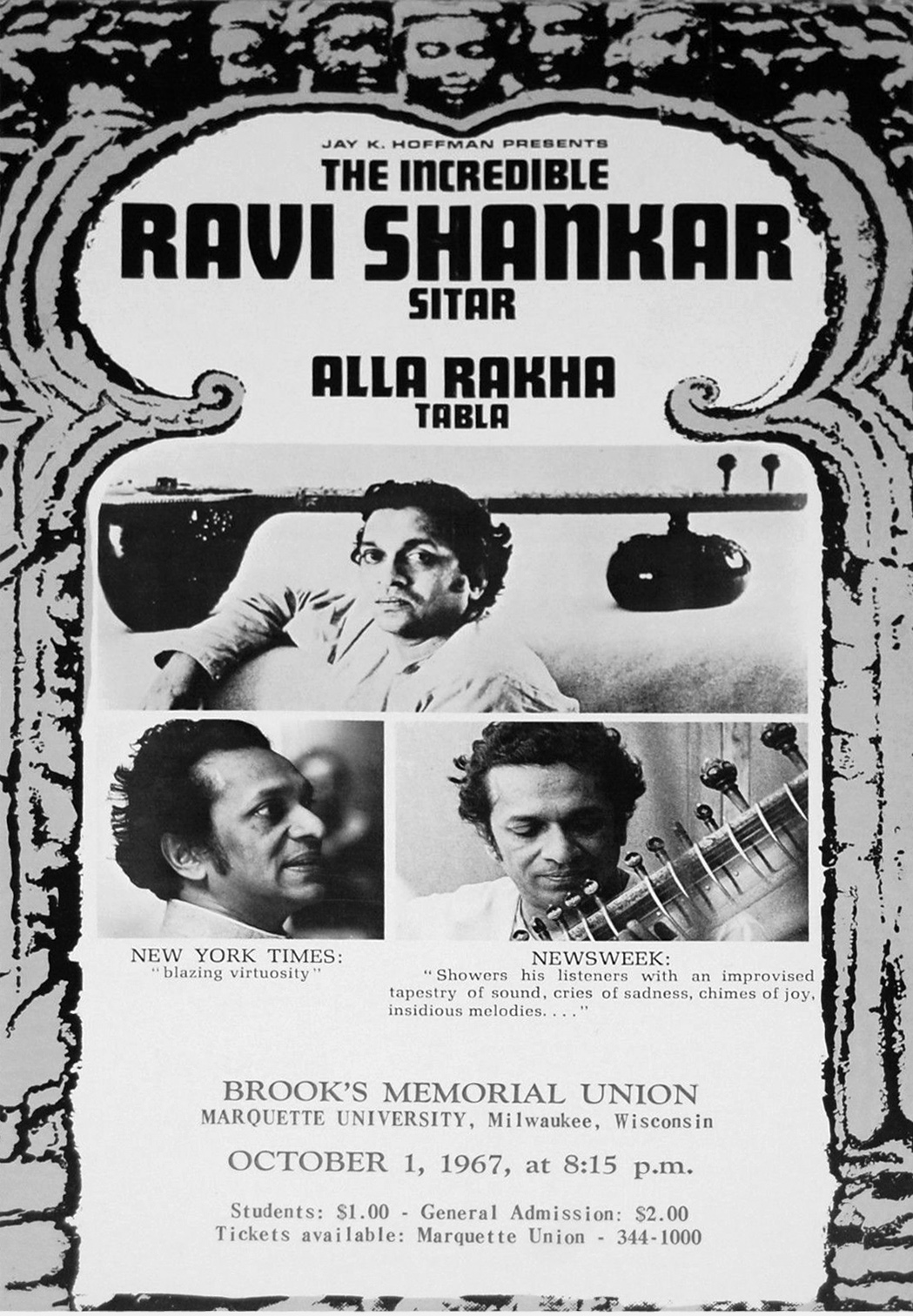
Volant de concert, 1967

VK Narayana Menon, director d'AIR Delhi, va presentar el violinista occidental Yehudi Menuhin a Shankar durant la primera visita de Menuhin a l'Índia el 1952. Shankar havia actuat com a part d'una delegació cultural a la Unió Soviètica el 1954 i Menuhin va convidar Shankar el 1955 a actuar a la ciutat de Nova York per a una demostració de música clàssica índia, patrocinada per la Fundació Ford. 
Shankar va saber de la resposta positiva que va rebre Khan i va renunciar a AIR el 1956 per fer una gira pel Regne Unit, Alemanya i els Estats Units. Va tocar per a un públic més reduït i els va educar sobre la música índia, incorporant ragues de la música carnàtica del sud de l'Índia a les seves actuacions, i va gravar el seu primer àlbum LP Three Ragas a Londres, publicat el 1956. El 1958, Shankar va participar en les celebracions del 10è aniversari del festival de música de les Nacions Unides i la UNESCO a París. A partir de 1961, va fer una gira per Europa, els Estats Units i Austràlia, i es va convertir en el primer indi a compondre música per a pel·lícules no índies.  Shankar va fundar la Kinnara School of Music a Bombai el 1962.
Shankar es va fer amic de Richard Bock, fundador de World Pacific Records, en la seva primera gira nord-americana i va gravar la majoria dels seus àlbums als anys 50 i 60 per al segell de Bock. Els Byrds van gravar al mateix estudi i van escoltar la música de Shankar, fet que els va portar a incorporar alguns dels seus elements a la seva, donant a conèixer el gènere al seu amic George Harrison dels Beatles. El 1967, Shankar va interpretar un conjunt ben rebut al Monterey Pop Festival. Tot i que complementava el talent de diversos artistes de rock del festival, va dir que estava «horroritzat» de veure a Jimi Hendrix incendiar la seva guitarra a l'escenari: «Això va ser massa per a mi. En la nostra cultura, tenim tant respecte pels instruments musicals, són com part de Déu». L'àlbum en directe de Shankar de Monterey va assolir el número 43 de la llista d'LPs pop ' Billboard als Estats Units, que segueix sent la posició més alta que va aconseguir en aquesta llista.
Shankar va guanyar un premi Grammy a la millor interpretació de música de cambra per West Meets East, una col·laboració amb Yehudi Menuhin. Va obrir una branca occidental de la Kinnara School of Music a Los Angeles, el maig de 1967, i va publicar una autobiografia, My Music, My Life, el 1968. El 1968, va compondre la partitura per a la pel·lícula Charly.
Va actuar al Festival de Woodstock l'agost de 1969 i va trobar que no li agradava el lloc. A finals de la dècada de 1960, Shankar es va distanciar del moviment hippie i de la cultura de la droga. Va explicar durant una entrevista:
| « | Em fa sentir bastant ferit quan veig l'associació de les drogues amb la nostra música. La música per a nosaltres és religió. La manera més ràpida d'arribar a la divinitat és a través de la música. No m'agrada l'associació d'una cosa dolenta amb la música. | » |

### 1970–2012: espectacles internacionals
L'octubre de 1970, Shankar es va convertir en president del Departament de Música Índia de l'Institut de les Arts de Califòrnia després d'haver ensenyat anteriorment al City College de Nova York, la Universitat de Califòrnia a Los Angeles i ser professor convidat a altres col·legis i universitats, com ara l’Ali Akbar College of Music. A finals de 1970, l'Orquestra Simfònica de Londres va convidar Shankar a compondre un concert amb sitar. El Concert per a sitar i orquestra es va interpretar amb André Previn com a director i Shankar tocant el sitar.  Shankar va actuar al Concert per a Bangla Desh l'agost de 1971, celebrat al Madison Square Garden de Nova York. Després que els músics s'haguessin afinat a l'escenari durant més d'un minut, la multitud d'aficionats a la música rock va esclatar en aplaudiments, als quals Shankar, divertit, va respondre: «Si t'agrada tant la nostra afinació, espero que gaudeixis més tocant». que va confondre el públic. Tot i que l'interès per la música índia havia disminuït a principis de la dècada de 1970, l’àlbum en directe del concert es va convertir en un dels enregistraments més venuts per incloure el gènere i va guanyar a Shankar un segon premi Grammy.
| « | Pel que fa a Shankar i el sitar, són extensions una de l'altra, cadascuna sembla entrar en l'ànima de l'altre en una de les arts musicals més supremes del món. És una cosa inimitable, més enllà de les paraules i per sempre nova. Perquè, com va explicar Shankar, el 90 per cent de tota la música reproduïda va ser improvisada. | » |

Al novembre i desembre de 1974, Shankar va ser co-capçalera d'una gira nord-americana amb George Harrison. L'exigent horari va debilitar la seva salut, i va patir un atac de cor a Chicago, fet que li va fer perdre una part de la gira. Harrison, Shankar i membres de la banda de gira van visitar la Casa Blanca per invitació de John Gardner Ford, fill del president dels Estats Units Gerald Ford. Shankar va fer gires i va ensenyar durant la resta dels anys setanta i vuitanta i va publicar el seu segon concert, Raga Mala, dirigit per Zubin Mehta, el 1981. Shankar va ser nominat a l'Oscar a la millor banda sonora pel seu treball a la pel·lícula Gandhi de 1982.
Va actuar a Moscou l'any 1988, amb 140 músics, incloent el Russian Folk Ensemble i membres de la Filharmònica de Moscou, juntament amb el seu propi grup de músics indis.
Va exercir com a membre del Rajya Sabha, la cambra alta del Parlament de l'Índia, del 12 de maig de 1986 a l'11 de maig de 1992, després de ser nomenat pel primer ministre indi Rajiv Gandhi. Shankar va compondre el drama de dansa Ghanashyam el 1989. Les seves opinions liberals sobre la cooperació musical el van portar al compositor contemporani Philip Glass, amb qui va publicar un àlbum, Passages, el 1990, en un projecte iniciat per Peter Baumann de la banda Tangerine Dream.

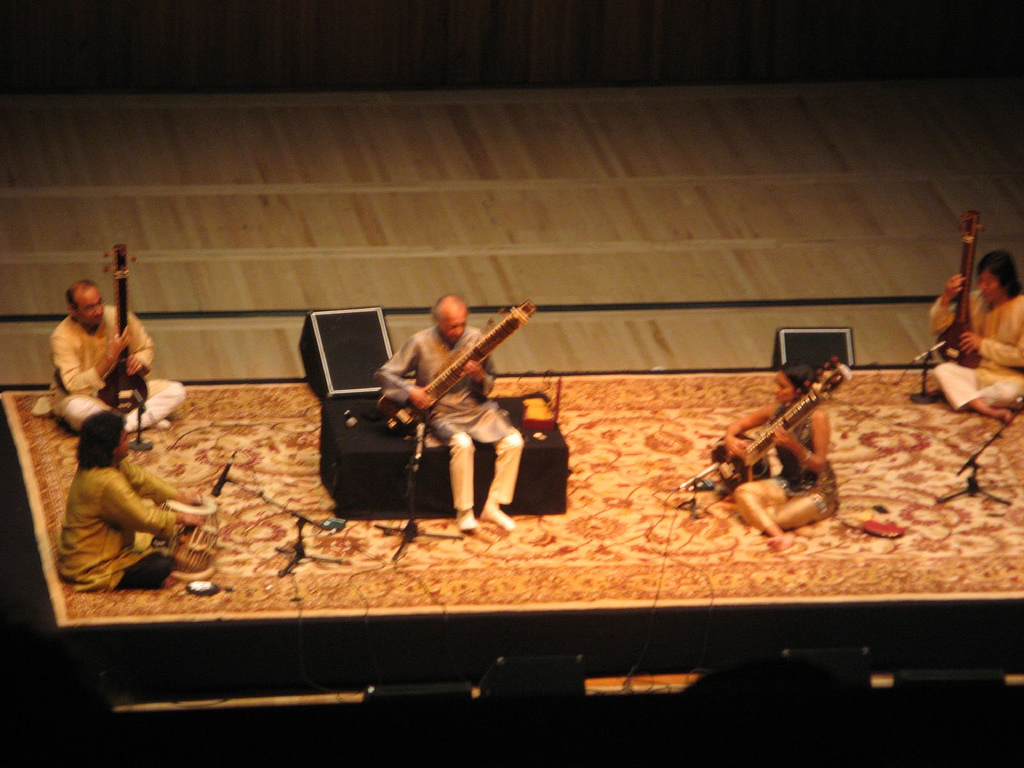
Shankar actuant amb Anoushka Shankar el 2007

A causa de la resposta positiva a la compilació de la carrera de Shankar de 1996 In Celebration, Shankar va escriure una segona autobiografia, Raga Mala. Va fer entre 25 i 40 concerts cada any a finals dels anys noranta. Shankar va ensenyar a la seva filla Anoushka Shankar a tocar el sitar i el 1997 es va convertir en professor de Regents a la Universitat de Califòrnia a San Diego.
Va actuar amb Anoushka per a la BBC el 1997 al Symphony Hall de Birmingham, Anglaterra. A la dècada de 2000, va guanyar un premi Grammy al millor àlbum de música universal per Full Circle: Carnegie Hall 2000 i va fer una gira amb Anoushka, que va publicar un llibre sobre el seu pare, Bapi: Love of My Life, el 2002. Després de la mort de George Harrison l'any 2001, Shankar va actuar al Concert for George, una celebració de la música d'Harrison organitzada al Royal Albert Hall de Londres el 2002.
El juny de 2008, Shankar va tocar el que es va presentar com el seu últim concert europeu, però la seva gira de 2011 va incloure dates al Regne Unit.
L'1 de juliol de 2010, al Royal Festival Hall del Southbank Centre, Londres, Anglaterra, Anoushka Shankar, al sitar, va actuar amb l'Orquestra Filharmònica de Londres, dirigida per David Murphy, que va ser presentada com la primera simfònica de Ravi Shankar.

### Col·laboració amb George Harrison

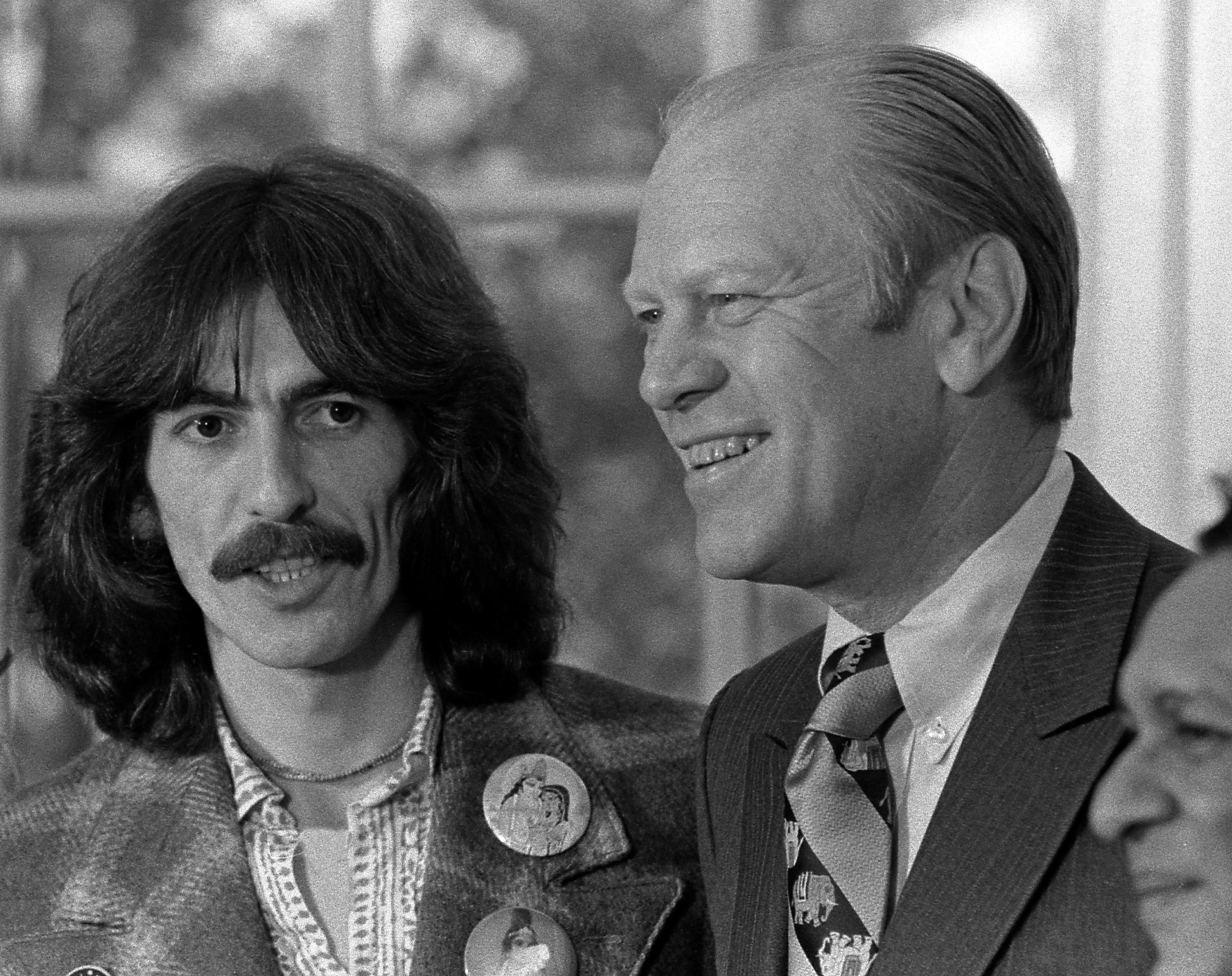
George Harrison, el president dels Estats Units Gerald Ford i Ravi Shankar al Despatx Oval el desembre de 1974

El guitarrista dels Beatles George Harrison, que va ser introduït per primera vegada a la música de Shankar pels cantants nord-americans Roger McGuinn i David Crosby, que eren grans fans de Shankar, es van veure influenciats per la música de Shankar. Va continuar ajudant a popularitzar Shankar i l’ús d'instruments indis a la música pop durant la dècada de 1960. Olivia Harrison explica:
Quan George va escoltar música índia, aquest realment va ser el detonant, va ser com una campana que es va apagar al cap. No només va despertar el desig d'escoltar més música, sinó també d'entendre el que passava en la filosofia índia. Va ser una desviació única.
Harrison es va interessar per la música clàssica índia, va comprar un sitar i el va utilitzar per gravar la cançó Norwegian Wood (This Bird Has Flown). El 1968, va anar a l'Índia per prendre lliçons de Shankar, algunes de les quals van ser capturades en pel·lícula. Això va fer que la música índia fos utilitzada per altres músics i va popularitzar la tendència del raga rock. A mesura que el sitar i la música índia van créixer en popularitat, grups com els Rolling Stones, The Animals i The Byrds van començar a utilitzar-lo en algunes de les seves cançons. La influència fins i tot es va estendre a músics de blues com Michael Bloomfield, que va crear un número d'improvisació amb influència raga, East-West (els estudiosos de Bloomfield han citat el seu títol provisional com The Raga quan Bloomfield i el seu col·laborador Nick Gravenites van començar a desenvolupar el idea) per a la Butterfield Blues Band el 1961.
| « | Crec que Ravi estava més aviat endarrerit, perquè era un músic clàssic, i el rock and roll estava realment fora de la seva esfera. Va pensar que era bastant divertit que George s'agafés tant, però ell i George es van unir realment. Ravi es va adonar que no era només una moda per a George, que tenia dedicació. Ravi tenia tanta integritat, i era algú que havia de ser respectat, i alhora enormement divertit. George no havia conegut ningú així, i realment va encoratjar el seu interès. Patti Boyd | » |

Harrison va conèixer Shankar a Londres el juny de 1966 i va visitar l'Índia més tard aquell any durant sis setmanes per estudiar sitar amb Shankar a Srinagar. Durant la visita, Howard Worth va rodar un documental sobre Shankar anomenat Raga i es va estrenar el 1971. L'associació de Shankar amb Harrison va augmentar molt la popularitat de Shankar, i dècades més tard Ken Hunt d'AllMusic va escriure que Shankar s'havia convertit en «el músic indi més famós del planeta» el 1966.
George Harrison va organitzar el Concert benèfic per a Bangla Desh l'agost de 1971, en el qual va participar Shankar. Durant la dècada de 1970, Shankar i Harrison van tornar a treballar junts, gravant Shankar Family &amp; Friends el 1973 i va fer una gira per Amèrica del Nord l'any següent amb una resposta mixta després que Shankar hagués girat per Europa amb el Festival de Música de l'Índia patrocinat per Harrison. Shankar va escriure una segona autobiografia, Raga Mala, amb Harrison com a editor.

## Estil i aportacions
Shankar va desenvolupar un estil diferent del dels seus contemporanis i va incorporar influències de les pràctiques rítmiques de la música carnàtica. Les seves actuacions comencen amb alap, jor i jhala en solitari (introducció i actuacions amb pols i pols ràpid) influenciats pel gènere dhrupad lent i seriós, seguit d'una secció amb acompanyament de tabla que inclou composicions associades a l'estil khyal predominant. Shankar sovint tancava les seves actuacions amb una peça inspirada en el gènere thumri clàssic lleuger.
Shankar ha estat considerat un dels millors intèrprets de sitar de la segona meitat del segle xx. Va popularitzar la interpretació a l'octava de baix del sitar per a la secció d'alap i va ser conegut per un estil distintiu en els registres mitjans i aguts que utilitzava desviacions ràpides i curtes de la corda i la seva creació sonora a través de parades i cops a la interpretació principal. Narayana Menon de The New Grove Dictionary va assenyalar l'afició de Shankar per les novetats rítmiques, entre elles l'ús de cicles rítmics no convencionals. Hans Neuhoff de Musik in Geschichte und Gegenwart ha argumentat que l'estil de joc de Shankar no va ser àmpliament adoptat i que va ser superat per altres intèrprets de sitar en la interpretació de passatges melòdics. La interacció de Shankar amb Alla Rakha va millorar l'apreciació per tocar el tabal a la música clàssica hindú. Shankar va promoure l'estil de concert a duet jugalbandi. Shankar va introduir almenys 31 nous ragas, inclosos Nat Bhairav, Ahir Lalit, Rasiya, Yaman Manjh, Gunji Kanhara, Janasanmodini, Tilak Shyam, Bairagi, Mohan Kauns, Manamanjari, Mishra Gara, Pancham, Purvi Kalyan, Kameshwari, Gangeshwari, Rangeshwari, Parameshwari, Palas Kafi, Jogeshwari, Charu Kauns, Kaushik Todi, Bairagi Todi, Bhawani Bhairav, Sanjh Kalyan, Shailangi, Suranjani, Kalyan Banjara, Rajya, Suranjani, Banjara, Kalyan, Nanda Dhwani i Natacharuka (per a Anoushka). L'any 2011, en un concert gravat i publicat el 2012 com a Tenth Decade in Concert: Ravi Shankar Live in Escondido, Shankar va introduir una nova tècnica de sitar de percussió anomenada Goonga Sitar, per la qual les cordes s'amaguen amb un drap.